# The Kick Inside
The Kick Inside er Kate Bushs debutalbum, som blev udsendt 17. februar 1978 og indeholder "Wuthering Heights" som blev hendes store gennembrudssang. Albummet nåede en tredjeplads i Storbritannien som bedste placering og har solgt til platinplade i hjemlandet. Blandt de personer, der hjalp til med at skabe albummet, var flere progressive rocknavne som David Paton, Andrew Powell og David Gilmour.

## Albummets tilblivelse
The Kick Inside blev udsendt, da Kate Bush blot var nitten år gammel. Hun havde skrevet nogle af sangene så tidligt, som da hun var tretten år. David Gilmour fra Pink Floyd var blevet opmærksom på det unge talent og havde hjulpet hende med kontakten til EMI allerede et par år, før albummet blev udsendt. Selskabet mente imidlertid, at det var for risikabelt at udsende et album på det tidspunkt, idet en eventuel fiasko kunne være fatal for Bush.
Albummet indledes med 20 sekunders hvalsang, der går over i det første egentlige nummer, "Moving", som hun blev inspireret til af sin danselærer, Lindsay Kemp.
Bush var fra begyndelsen af sin karriere meget inspireret af litteratur og film, hvilket på albummet især findes på nummeret "Wuthering Heights", albummets første single. Sangen var ikke i første omgang inspireret af Emily Brontës roman af samme navn, men af en tv-udgave af romanen, selv om Bush senere læste bogen for at (med hendes egne ord) "få researchen på plads." Af andre inspirationer kan nævnes G.I. Gurdjieff, som hun refererer i "Them Heavy People", mens titelsangen er inspireret af den gamle børnesang "Lizie Wan". Bush skriver desuden åbent om seksualitet, specielt i de erotiske "Feel It" og "L'Amour Looks Something like You". "Strange Phenomena" handler om usædvanlige tilfælde, forudanelser og déjà vu.
Som en del af forberedelserne til at gå i studiet havde Bush turneret på pubber med gruppen KT Bush Band med sin bror Paddy og nogle venner. Til selve indspilningen blev hun imidlertid af pladeselskabet overtalt til at bruge etablerede studiemusikere. Nogle af disse skulle hun komme til fortsat at bruge, også efter at hun havde hentet sine egne musikere tilbage. Broderen Paddy fra KT Bush Band medvirkede dog på albummet, og han spillede på mundharmonika og mandolin. Senere kom han til at spille mere eksotiske instrumenter på søsterens album. Blandt de musikere, som hun holdt fast i senere, var trommeslageren Stuart Elliot, der blev hendes faste percussionist fremover.
Albummet blev produceret af Andrew Powell, Gilmours ven og samarbejdspartner.

## Modtagelse
Debutsinglen "Wuthering Heights" blev en øjeblikkelig succes og nåede inden få uger førstepladsen på den britiske singlehitliste som det første selvskrevne nummer med en kvindelig kunstner. Oprindeligt havde EMI ønsket det mere rockprægede nummer "James and the Cold Gun" som første singleudspil, men Bush insisterede på "Wuthering Heights". Den anden single, "The Man with the Child in His Eyes", nåede en sjetteplads i hjemlandet.
Albummet selv nåede tredjepladsen som bedste placering i Storbritannien. Også i andre lande blev albummet en succes: I Holland nåede det førstepladsen, i New Zealand andenpladsen og i Australien og Frankrig tredjepladsen.

## Numre
Alle numre er skrevet af Kate Bush.
Side 1
1. "Moving" (3:01)
2. "The Saxophone Song" (3:51)
3. "Strange Phenomena" (2:57)
4. "Kite" (2:56)
5. "The Man with the Child in His Eyes" (2:39)
6. "Wuthering Heights" (4:28)

Side 2
1. "James and the Cold Gun" (3:34)
2. "Feel It" (3:02)
3. "Oh to Be in Love" (3:18)
4. "L'Amour Looks Something like You" (2:27)
5. "Them Heavy People" (3:04)
6. "Room for the Life" (4:03)
7. "The Kick Inside" (3:30)

## Medvirkende
- Kate Bush: Klaver, keyboards, komposition, sang, kor
- Ian Bairnson: Guitar, vokal, kor, flaske
- Paddy Bush: Mundharmonika, mandolin, vokal
- Barry DeSouza: Trommer
- Stuart Elliott: Trommer
- David Gilmour: Producer på "The Man with the Child in His Eyes" og "The Saxophone Song"
- David Katz: Violin, ansvarlig for orkester
- Jon Kelly: Teknik
- Paul Keogh: Guitar
- Bruce Lynch: El-bas
- Duncan Mackay: Orgel, keyboards, synthesizer, el-klaver, clavinet
- Alan Parker: Guitar
- David Paton: El-bas, kor
- Morris Pert: Percussion
- Andrew Powell: Synthesizer, keyboards, el-klaver, produktion
- Alan Skidmore: Saxofon
- Wally Traugott: Mastering

## Cover
Der kendes seks forskellige udgaver af albummets cover. Det mest udbredte er japansk inspireret med en baggrund i en smal brun ramme bestående af en del af et overdimensioneret øje, holdt i gult, orange og sort, oven på hvilken man ser Bush i fuld figur oven på en dragefigur i rødt. Denne del fylder mindre end en fjerdedel af coveret og er placeret lidt til højre for midten og med centrum lidt under midten på den vertikale led. I øverste højre hjørne ses hendes navn samt albummets titel med kalligraferet skrift i japansk stil, henholdsvis som brun på gul baggrund (navn) og gul på brun baggrund (titel) – sidstnævnte har vertikal tekstretning med de tre ord ved siden af hinanden.
USA-udgaven af coveret er helt anderledes: Motivet er en siddende Bush foran en brunlig baggrund, der ligger delvis i skygge. Hun sidder og holder armene om det højre ben, der er trukket op foran kroppen, mens det venstre ben ligger ned mod venstre. Hovedet, som er omkranset af hendes store hår, er let bøjet og drejet mod hendes venstre side, men hun ser ud på fotografen. Hun er iført en lys bluse, lyseblå jeans og stærkt røde, langskaftede støvler. Hendes navn og albummets titel ses i en lys brunlig farve mod øverste højre hjørne.
Andre lande med specielle omslag er Canada, Jugoslavien, Japan og Uruguay.